# Ильинское сельское поселение (Архангельская область)
Ильинское сельское поселение или муниципальное образование «Ильинское» — упразднённое муниципальное образование со статусом сельского поселения в Вилегодском муниципальном районе Архангельской области. 
Соответствовало административно-территориальной единице в Вилегодском районе — Ильинский сельсовет.
Административный центр — село Ильинско-Подомское.
30 сентября 2020 года упразднено в связи с преобразованием Вилегодского муниципального района в муниципальный округ, все сельские поселения упразднены..

## География
Ильинское сельское поселение было расположено в центральной части муниципального образования «Вилегодский муниципальный район». Территория муниципального образования составляет 65210 га. На юге муниципальное образование «Ильинское» граничит с Кировской областью, на западе — с МО «Никольское», на севере — с МО «Селянское», на востоке — с МО «Вилегодское» и МО «Павловское». Климат умеренно континентальный. Рельеф – волнистая равнина, рассечённая рекой Виледь. Гидрографическая сеть развита относительно хорошо, наиболее крупная река Виледь. По территории муниципального образования проложены автомобильные дороги областного значения: «Котлас—Коряжма—Виледь—Ильинско-Подомское», «Ильинско-Подомское—Быково—Павловск—Сорово—Фоминск», «Ильинско-Подомское—Вилегодск—Самино—Перевоз—развилка», «Сидоровская—Костиха—Ершиха».

## История
Муниципальное образование было образовано в 2006 году.

## Население
| 2005  | 2010  | 2011  | 2012  | 2013  | 2014  | 2015  | 2016  | 2017  |
| ----- | ----- | ----- | ----- | ----- | ----- | ----- | ----- | ----- |
| 6302  | ↘5762 | ↘5733 | ↘5592 | ↘5507 | ↘5439 | ↘5340 | ↘5279 | ↘5230 |
| 2018  | 2019  | 2020  |       |       |       |       |       |       |
| ↘5159 | ↘5057 | ↘5039 |       |       |       |       |       |       |

Национальный состав: преимущественно русские.

## Состав сельского поселения
| №  | Населённый пункт   | Тип населённого пункта       | Население |
| -- | ------------------ | ---------------------------- | --------- |
| 1  | Березник           | деревня                      | ↘0        |
| 2  | Борисовец          | деревня                      | ↘12       |
| 3  | Бурыгинская        | деревня                      | →0        |
| 4  | Воронинская        | деревня                      | ↘18       |
| 5  | Воронцово          | деревня                      | ↗395      |
| 6  | Вохта              | деревня                      | ↗41       |
| 7  | Выползово          | деревня                      | ↘10       |
| 8  | Выставка Соловьихи | деревня                      | ↘5        |
| 9  | Демиха             | деревня                      | →0        |
| 10 | Дьяконово          | деревня                      | ↘80       |
| 11 | Елезово            | деревня                      | ↘114      |
| 12 | Ершиха             | деревня                      | ↗10       |
| 13 | Зыкова Гора        | деревня                      | ↘1        |
| 14 | Ильинско-Подомское | село, административный центр | ↘3254     |
| 15 | Инаевская          | деревня                      | ↗9        |
| 16 | Кожуховская        | деревня                      | ↘2        |
| 17 | Конгур             | деревня                      | ↘5        |
| 18 | Костиха            | деревня                      | ↗1        |
| 19 | Кошкино            | деревня                      | ↗52       |
| 20 | Кулига             | деревня                      | ↘0        |
| 21 | Лисья Гора         | деревня                      | →0        |
| 22 | Лукинская          | деревня                      | ↗31       |
| 23 | Маркова Гора       | деревня                      | ↘0        |
| 24 | Матвеевская        | деревня                      | ↘39       |
| 25 | Мухонская          | деревня                      | ↗1557     |
| 26 | Новоселка          | деревня                      | →0        |
| 27 | Осиновец           | деревня                      | ↗23       |
| 28 | Островская         | деревня                      | →0        |
| 29 | Паломыш            | посёлок                      | →0        |
| 30 | Пестово            | деревня                      | ↗11       |
| 31 | Пирогово           | деревня                      | ↗17       |
| 32 | Подомо             | деревня                      | ↗143      |
| 33 | Полубреховская     | деревня                      | ↘5        |
| 34 | Пречиста           | село                         | →0        |
| 35 | Прокопьевская      | деревня                      | ↗12       |
| 36 | Путятино           | деревня                      | ↘0        |
| 37 | Роженец            | деревня                      | ↗103      |
| 38 | Сидоровская        | деревня                      | ↗272      |
| 39 | Слудка             | деревня                      | ↗36       |
| 40 | Соколова Гора      | деревня                      | ↗96       |
| 41 | Соловьиха          | деревня                      | ↘0        |
| 42 | Спирковская        | деревня                      | ↘5        |
| 43 | Стародыбина Гора   | деревня                      | ↘1        |
| 44 | Столбовская        | деревня                      | →4        |
| 45 | Стрункино          | деревня                      | ↗27       |
| 46 | Тимиха             | деревня                      | →0        |
| 47 | Филимоново         | деревня                      | →0        |
| 48 | Фоминская          | деревня                      | ↗3        |